# Ictinogomphus distinctus
Ictinogomphus distinctus är en trollsländeart som beskrevs av Ram 1985. Ictinogomphus distinctus ingår i släktet Ictinogomphus och familjen flodtrollsländor. IUCN kategoriserar arten globalt som otillräckligt studerad. Inga underarter finns listade i Catalogue of Life.